# Montsec d'Alzina
El Montsec d'Alzina és una serra del terme municipal de Sant Esteve de la Sarga, del Pallars Jussà. Aquesta serra és cap al centre del Montsec d'Ares, al sud del poble d'Alzina, a la part meridional del barranc del Bosc. Es tracta d'un dels contraforts septentrionals del Montsec d'Ares.